# Dienstgebäude der Finanzbehörde Hamburg

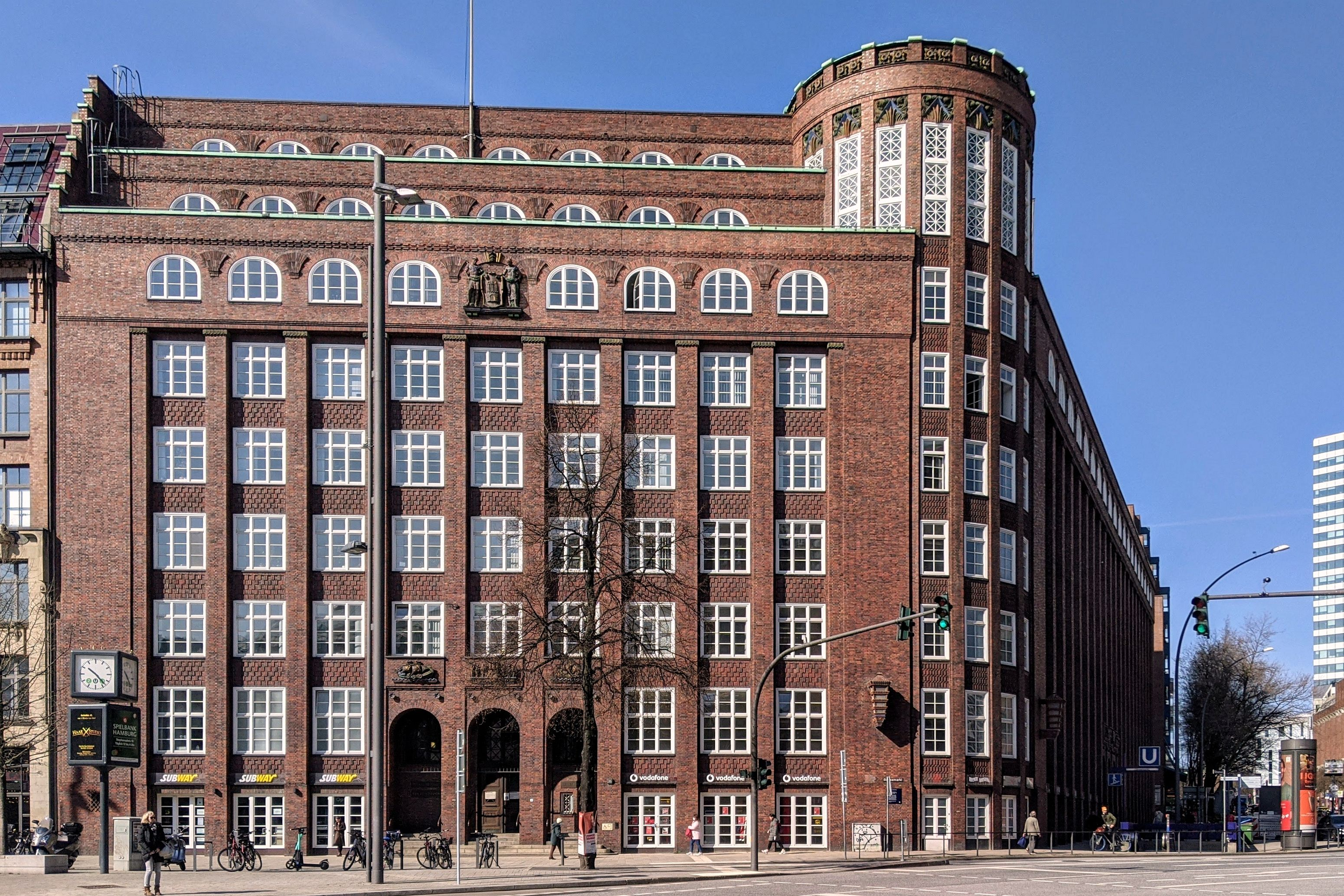
Das Gebäude der Finanzbehörde vom Gänsemarkt aus gesehen

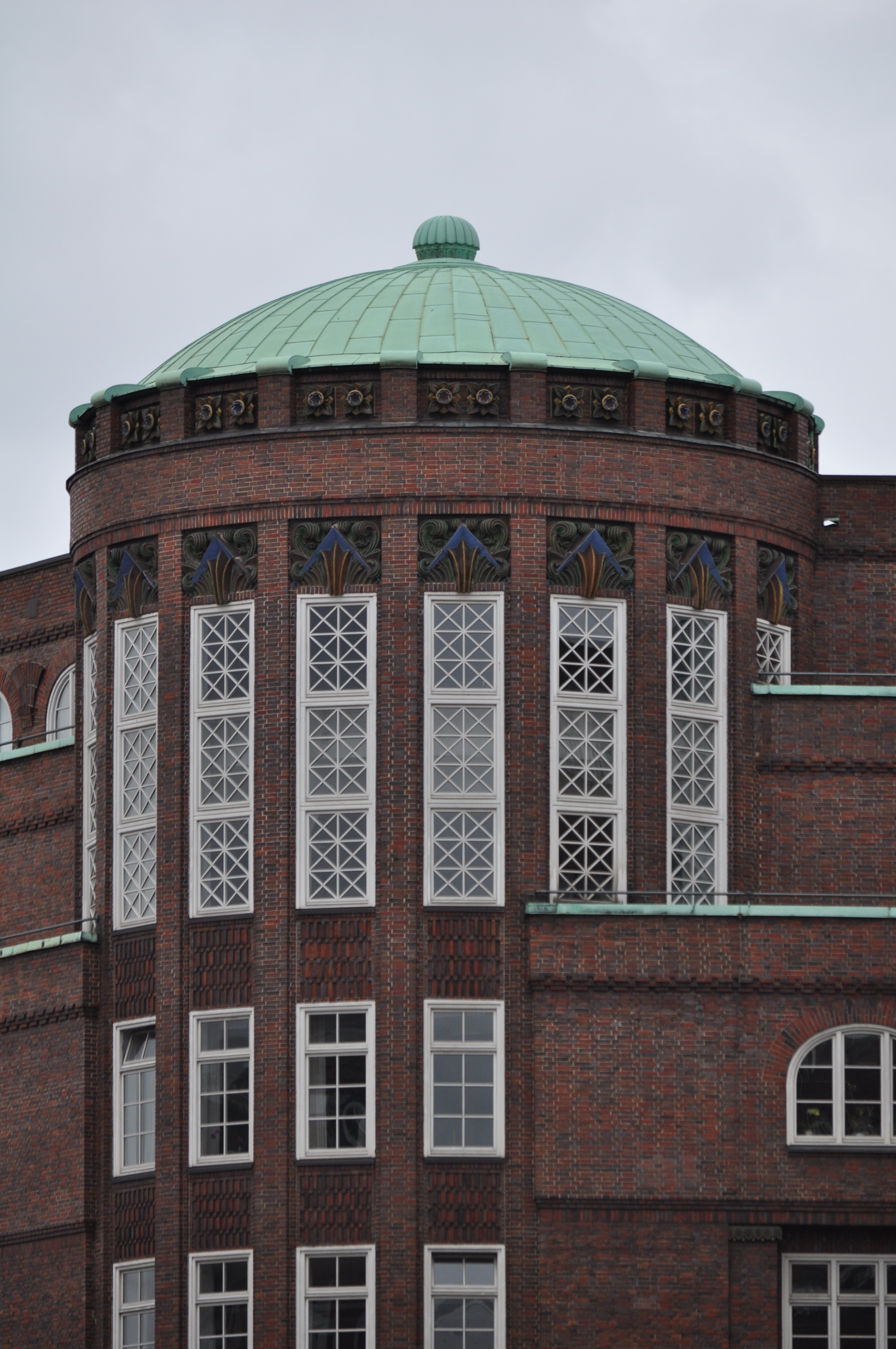
Der Eckturm im Bereich der Staffelgeschosse
Die Fenster des Sitzungssaals sind aufwendig gestaltet

Das Dienstgebäude der Finanzbehörde Hamburg (ehemals Finanzdeputation) ist ein Bauwerk am Hamburger Gänsemarkt, das von 1919 bis 1926 vom Architekten Fritz Schumacher errichtet wurde. Es ist als Kulturdenkmal mit der Objekt-ID 12664 ausgewiesen. Im 6. und 7. Obergeschoss hat der Rechnungshof der Freien und Hansestadt Hamburg seinen Sitz. Das Gebäude wurde 2006 an einen Immobilienfonds veräußert. 2023 erfolgte der Rückerwerb durch die Freie und Hansestadt Hamburg für 119 Millionen Euro. 2025 startet eine umfangreiche Sanierung des Gebäudes.

## Äußerer Bau
Das unregelmäßig vierflügelige Gebäude umschließt einen Innenhof. Zugänglich ist es sowohl vom Gänsemarkt aus, als auch von den Straßen Valentinskamp und Kleine ABC-Straße.
Es handelt sich um einen Stahlbetonskelettbau, der mit Klinkersteinen verblendet ist. Schumacher verbindet hier Merkmale der Hamburger Kontorhäuser mit seinem Streben nach einer hamburgischen Backsteinbauweise.
Das Haus hat sechs reguläre Stockwerke und zwei Staffelgeschosse. Die Fassade ist durch Pilaster gegliedert, die bis zum fünften Stockwerk reichen. Dazwischen sind rechteckige Sprossenfenster eingesetzt. Das sechste, leicht vorkragende Stockwerk, sowie die Staffelgeschosse setzen sich durch Rundbogenfenster vom unteren Gebäudeteil ab.
Ein Eckturm trennt den zum Gänsemarkt gerichteten Flügel von dem am Valentinskamp. Im unteren Bereich ist er in den Bau einbezogen, im Bereich der Staffelgeschosse ragt er zylindrisch aus dem Baukörper hervor. Hohe Rechteckfenster umschließen dort einen kreisförmigen Sitzungssaal im Innern. Der Eckturm wird von einem kupfergedeckten Kuppeldach abgeschlossen.
Die Eingänge am Gänsemarkt und am Valentinskamp sind jeweils durch drei hohe Rundbögen betont, die über zwei Stockwerke reichen. An vielen Stellen schmücken farbige Terrakottafiguren die Fassaden. Sie stammen vom Hamburger Bildhauer Richard Kuöhl, der auch die Keramikverkleidungen in der Eingangshalle und im Lippmannsaal gestaltet hat.

Eingänge
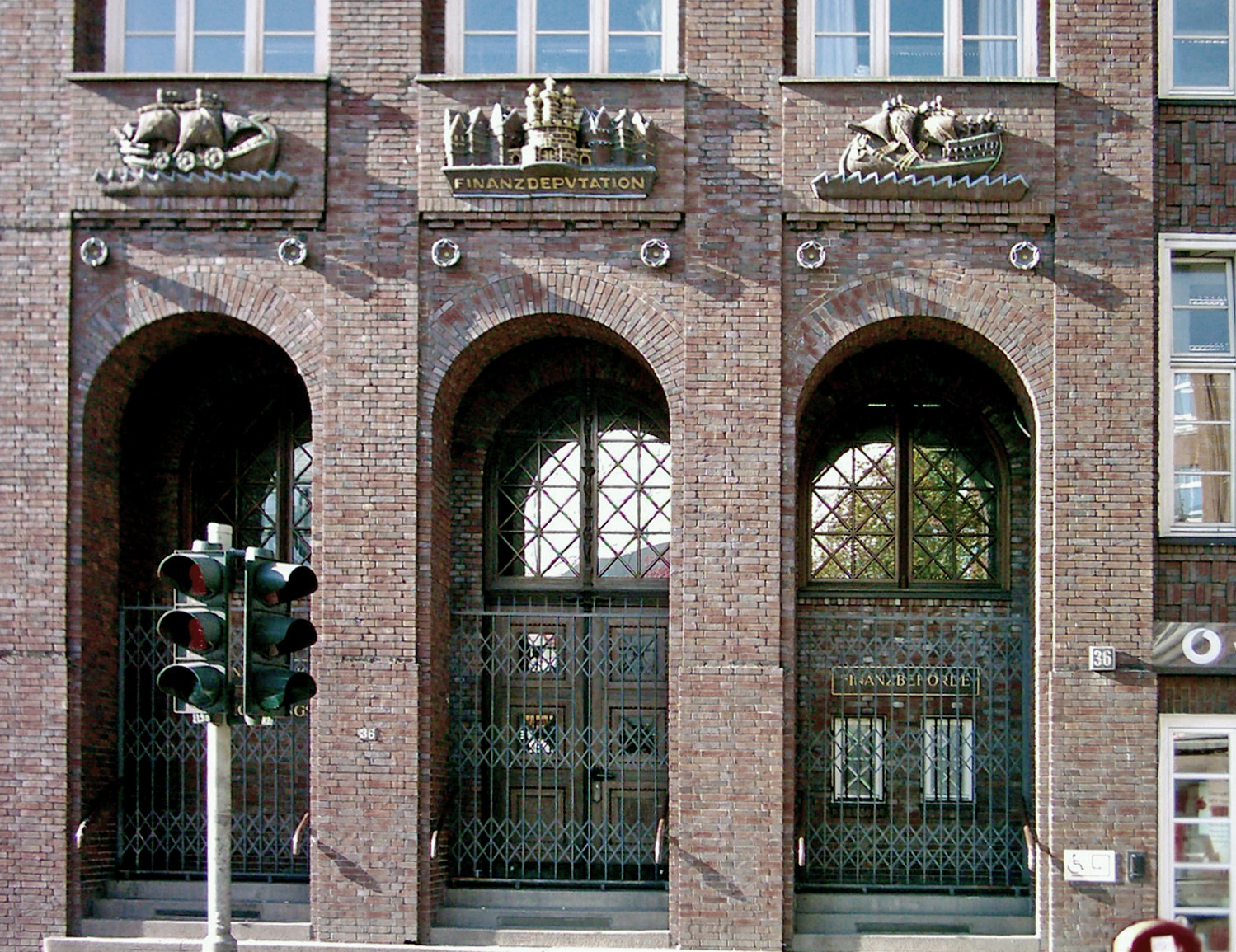
Haupteingang Gänsemarkt 36
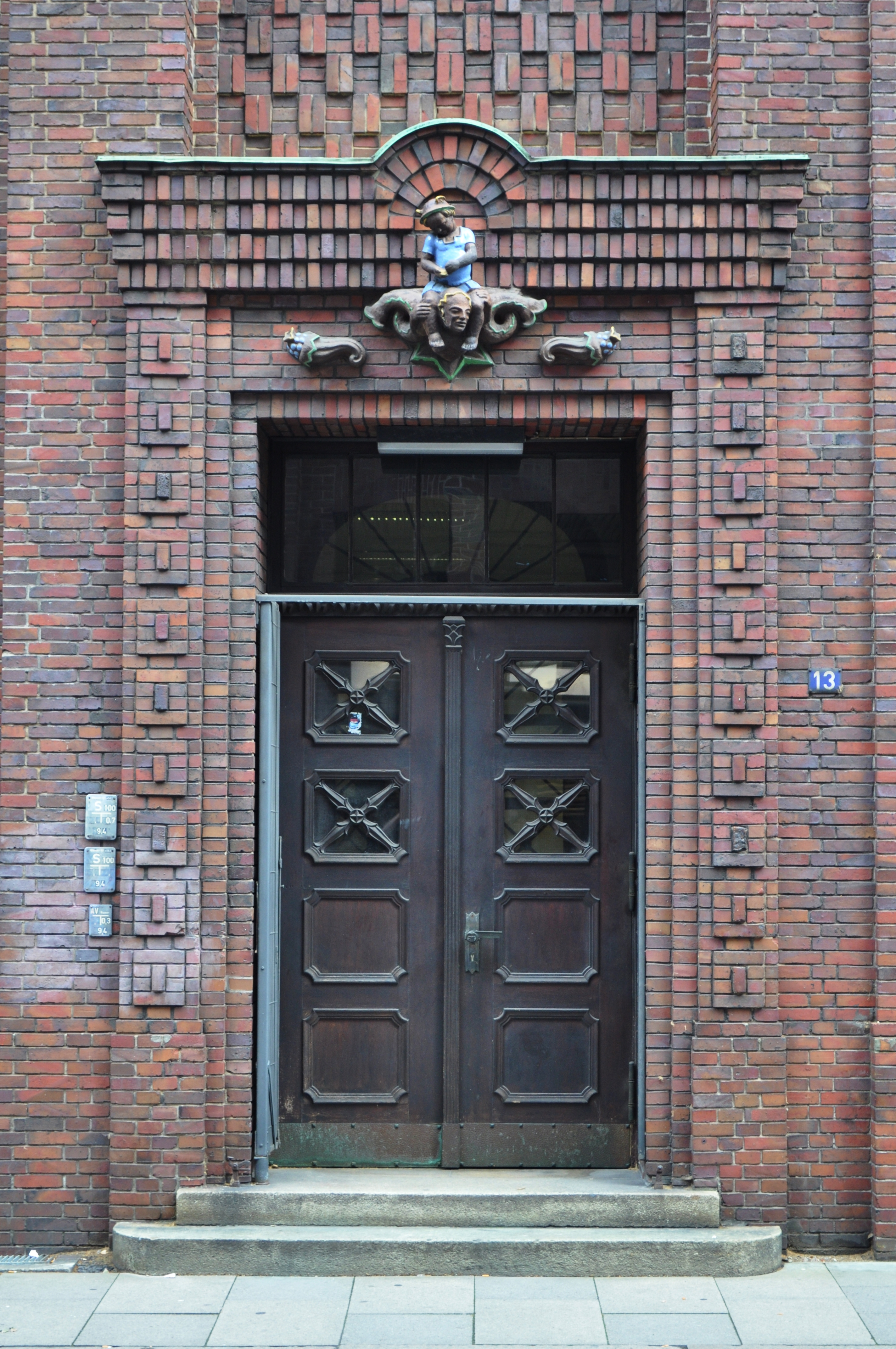
Eingang Neue ABC-Straße 13
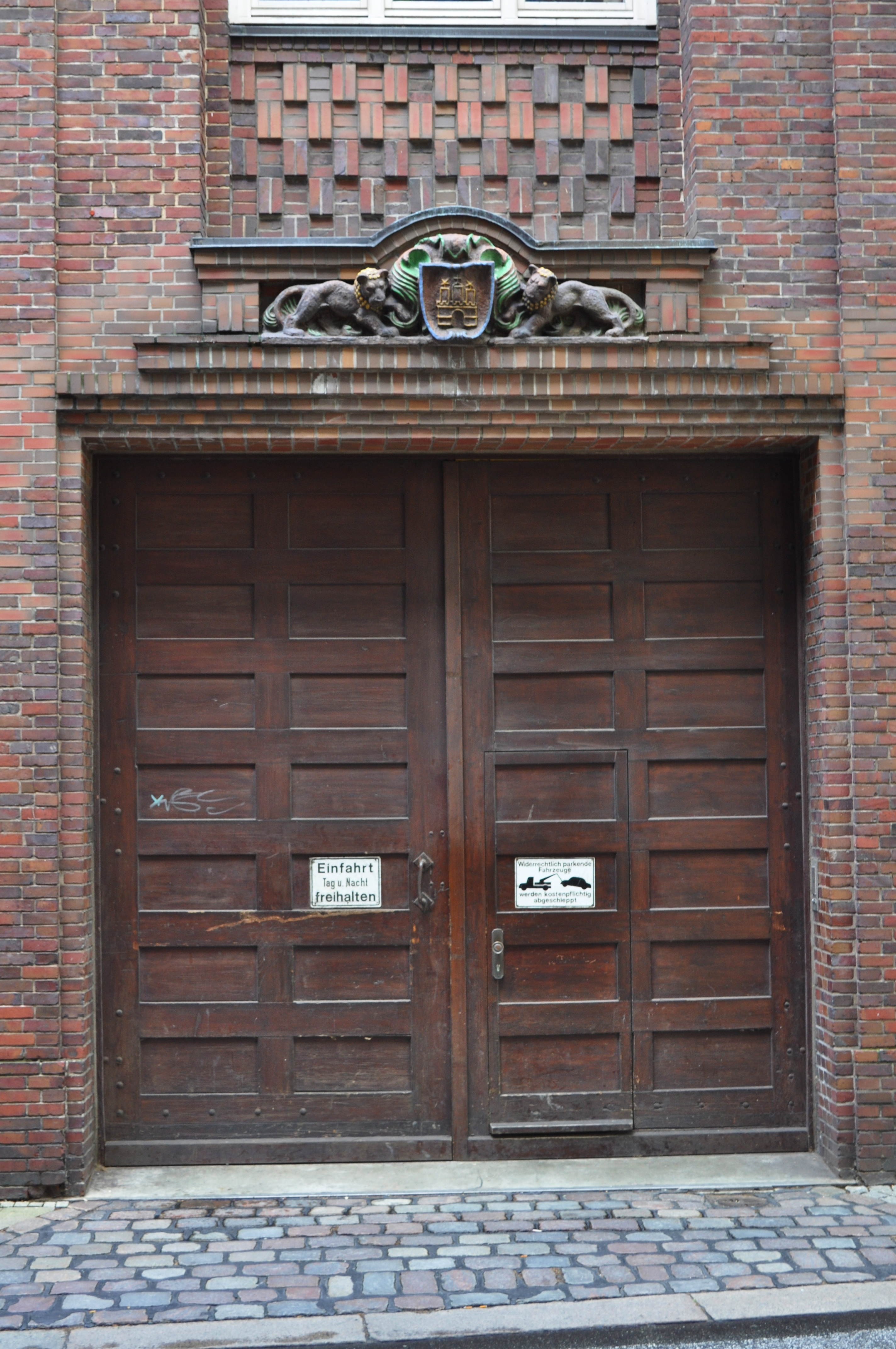
Einfahrt Neue ABC-Straße

Fassadenschmuck von Richard Kuöhl
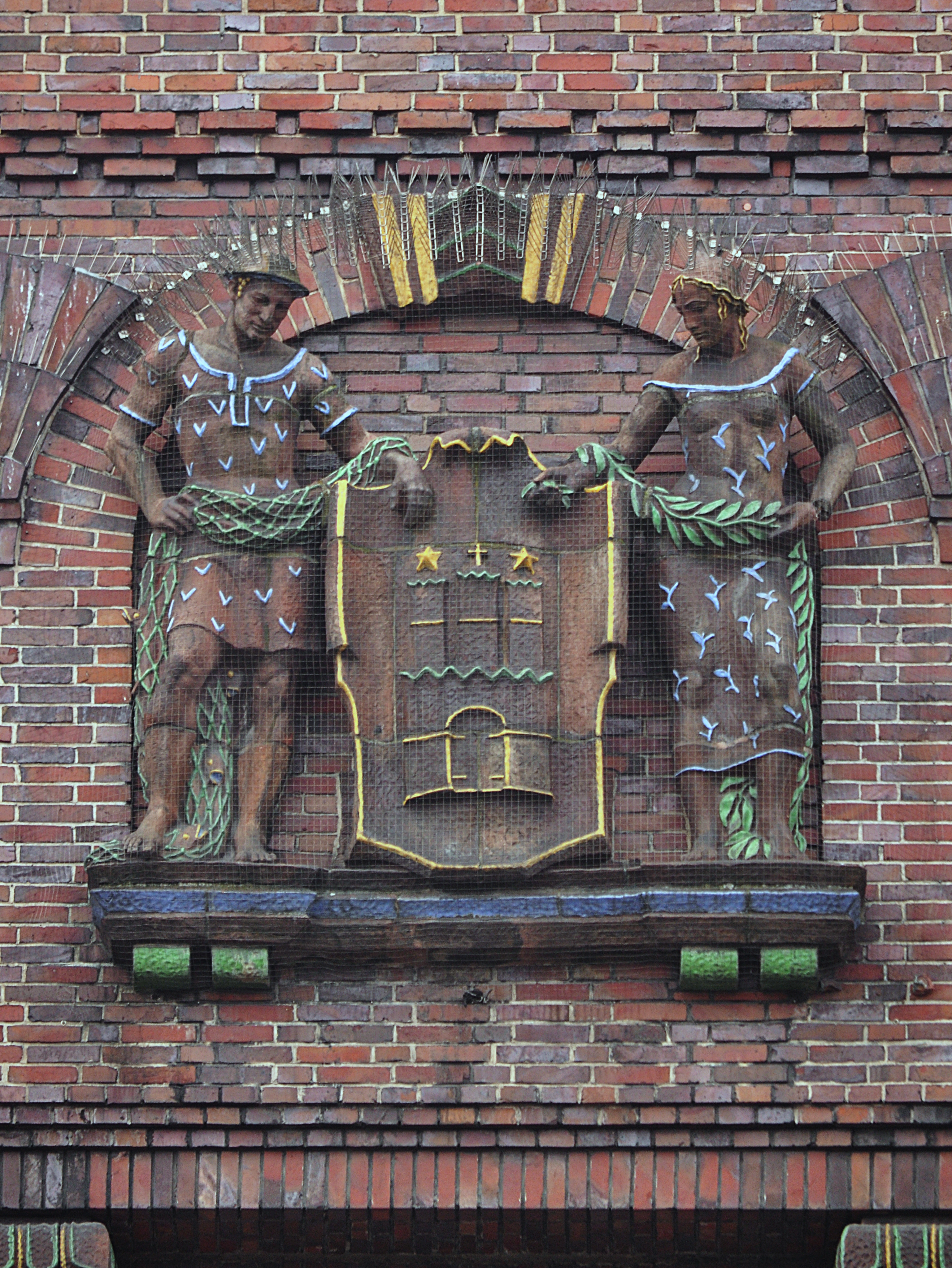
Im sechsten Stockwerk
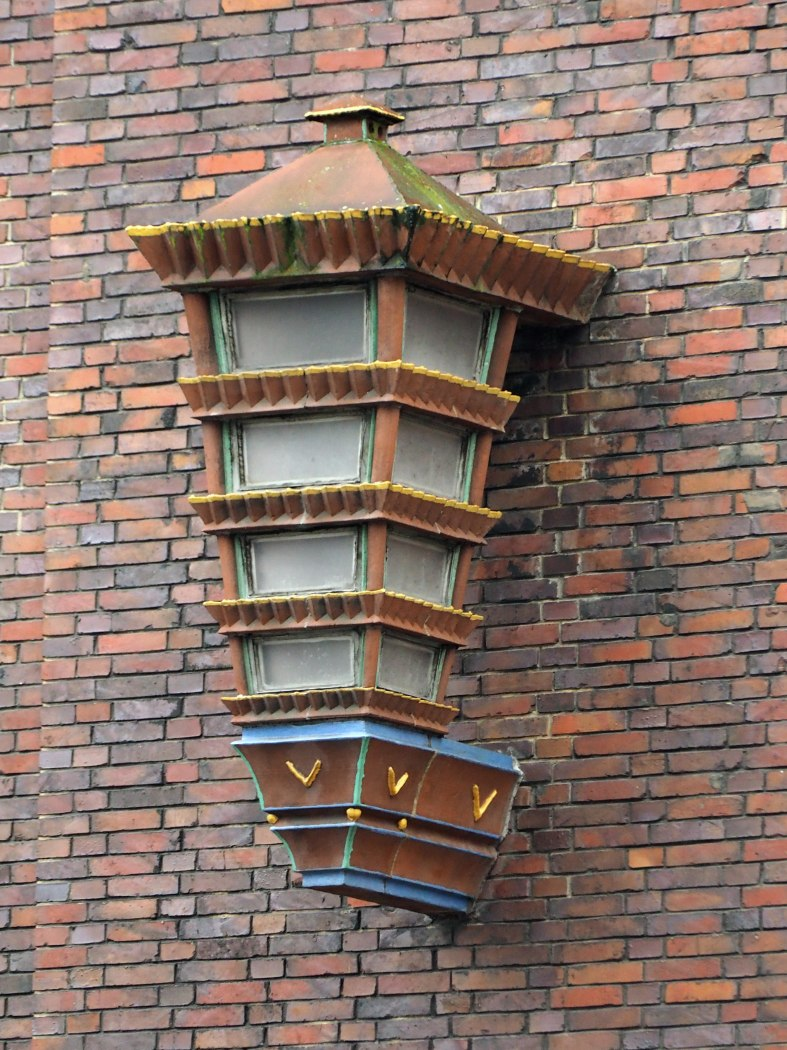
Lampe mit Keramikdekor
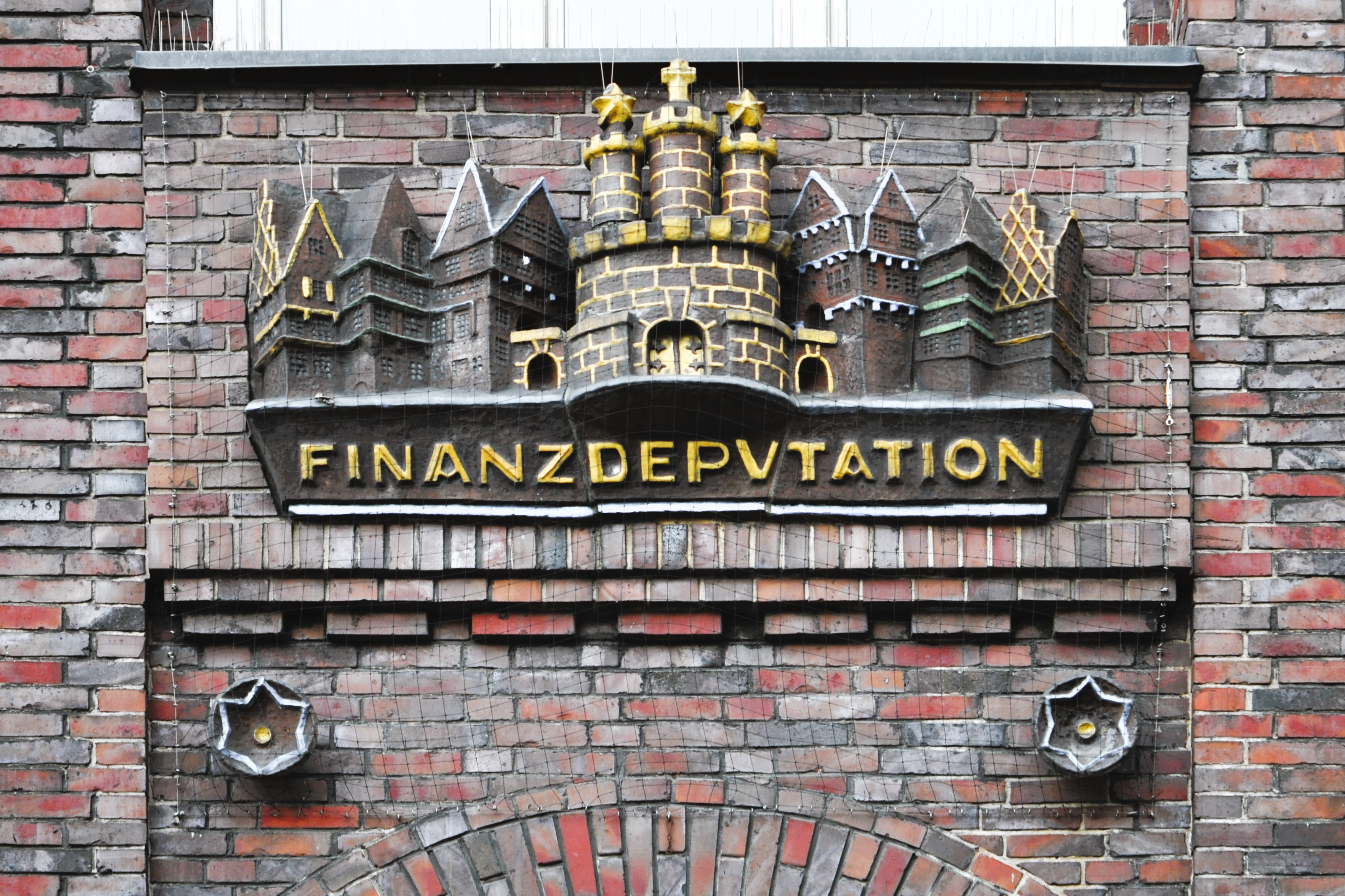
Haupteingang Gänsemarkt Mitte
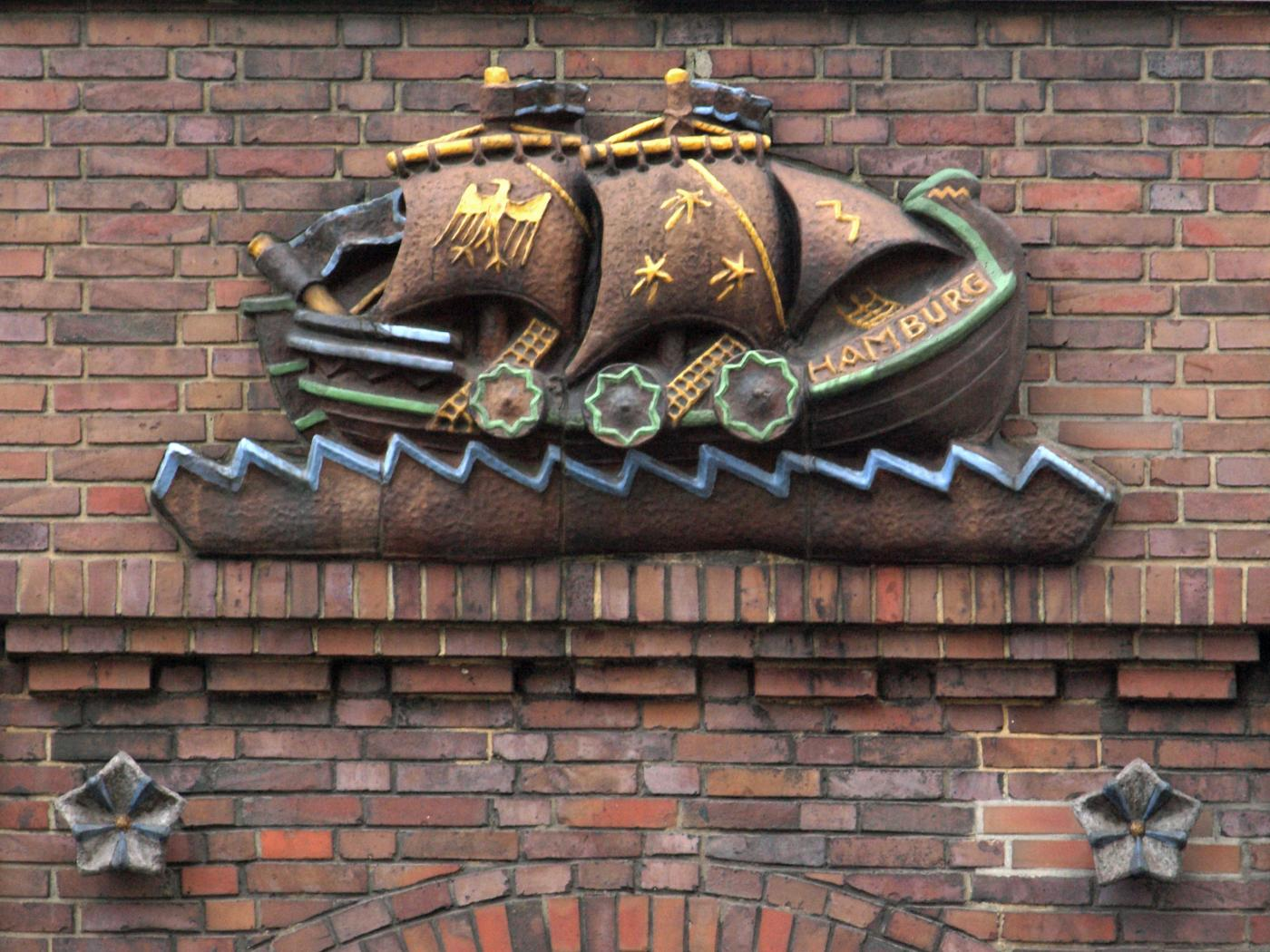
Eingang Valentinskamp links
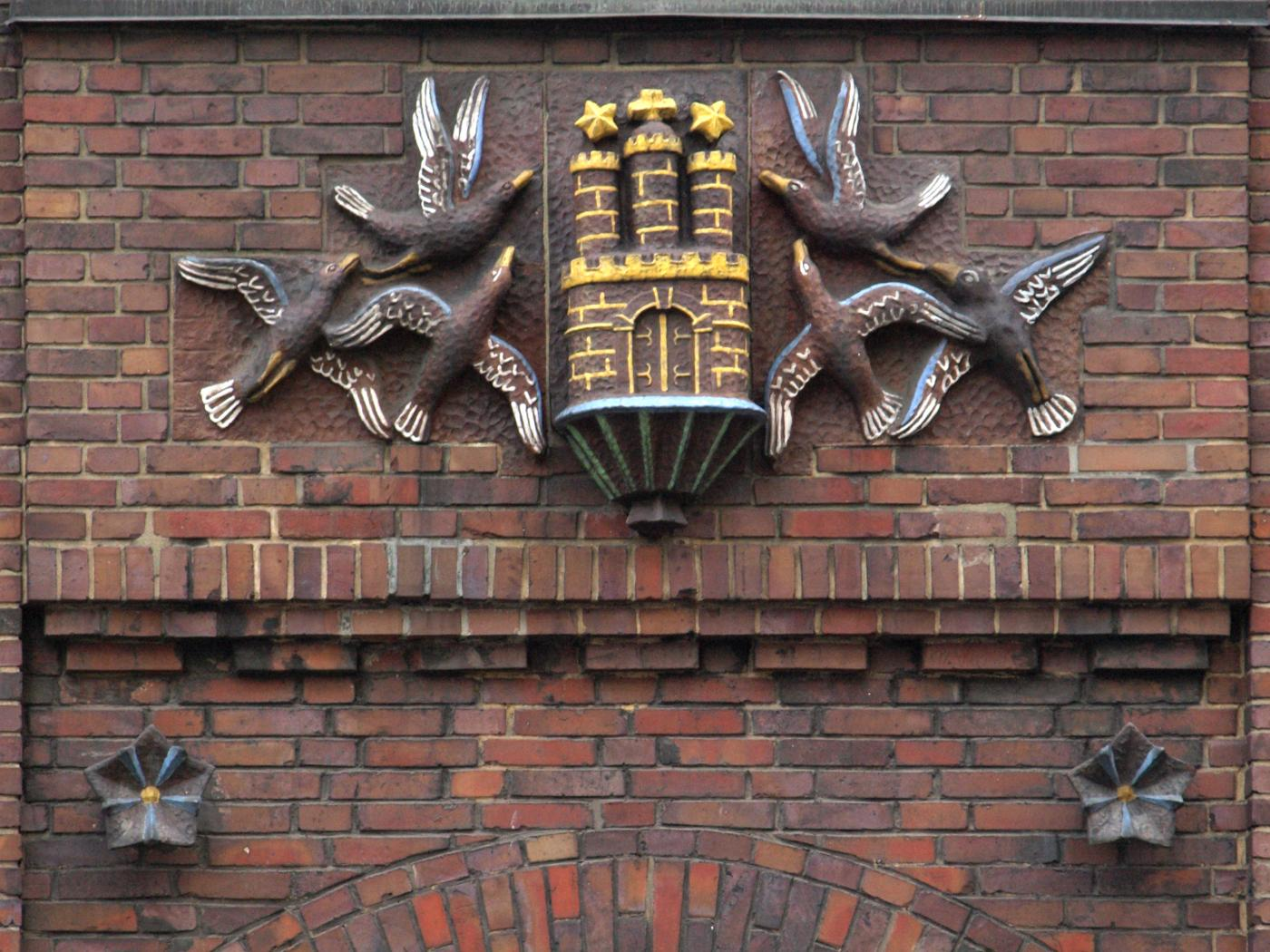
Eingang Valentinskamp Mitte
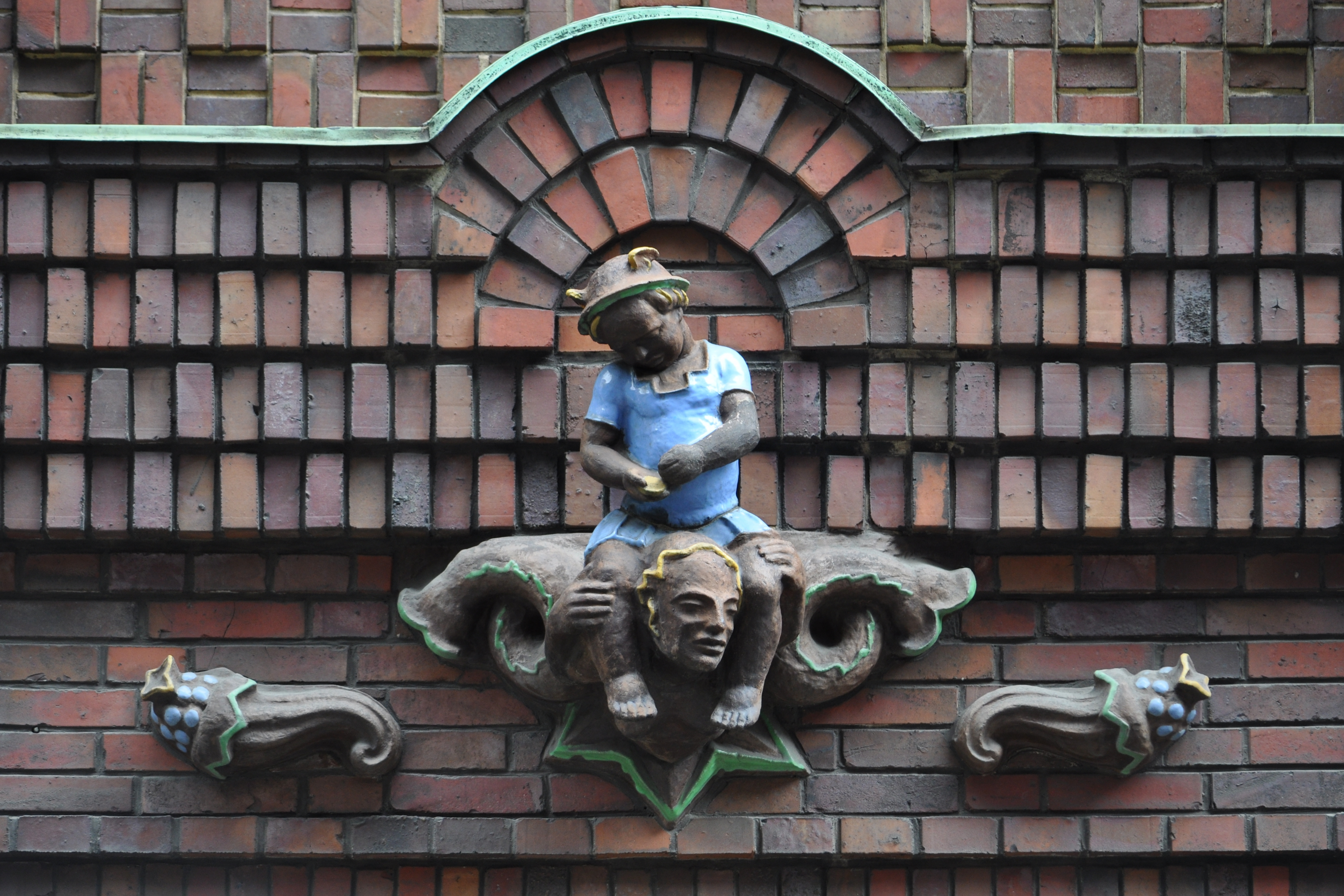
Eingang Neue ABC-Straße 13

## Inneres
Außer den durch lange Gänge und zwei Paternosteraufzüge verbundenen Büroräumen enthält der Bau einige größere Räume und Säle mit reicher Ausstattung.
- Hinter den oberen Fenstern des Eckturms befindet sich der kreisrunde Sitzungssaal, der einen Ausblick über die Stadt bietet.
- Im Erdgeschoss des Innenhofs liegt die glasgedeckte Halle der ehemaligen Landeshauptkasse, die jetzt als Leo-Lippmann-Saal bezeichnet wird. Leo Lippmann war ein von den Nationalsozialisten verfolgter ehemaliger Staatsrat in der Finanzbehörde.
- Durch den Eingang am Valentinskamp gelangt man in die repräsentative Eingangshalle, die von Richard Kuöhl keramisch ausgestattet wurde. An der Stirnseite befindet sich ein mit Majolikafliesen verkleideter Wandbrunnen.

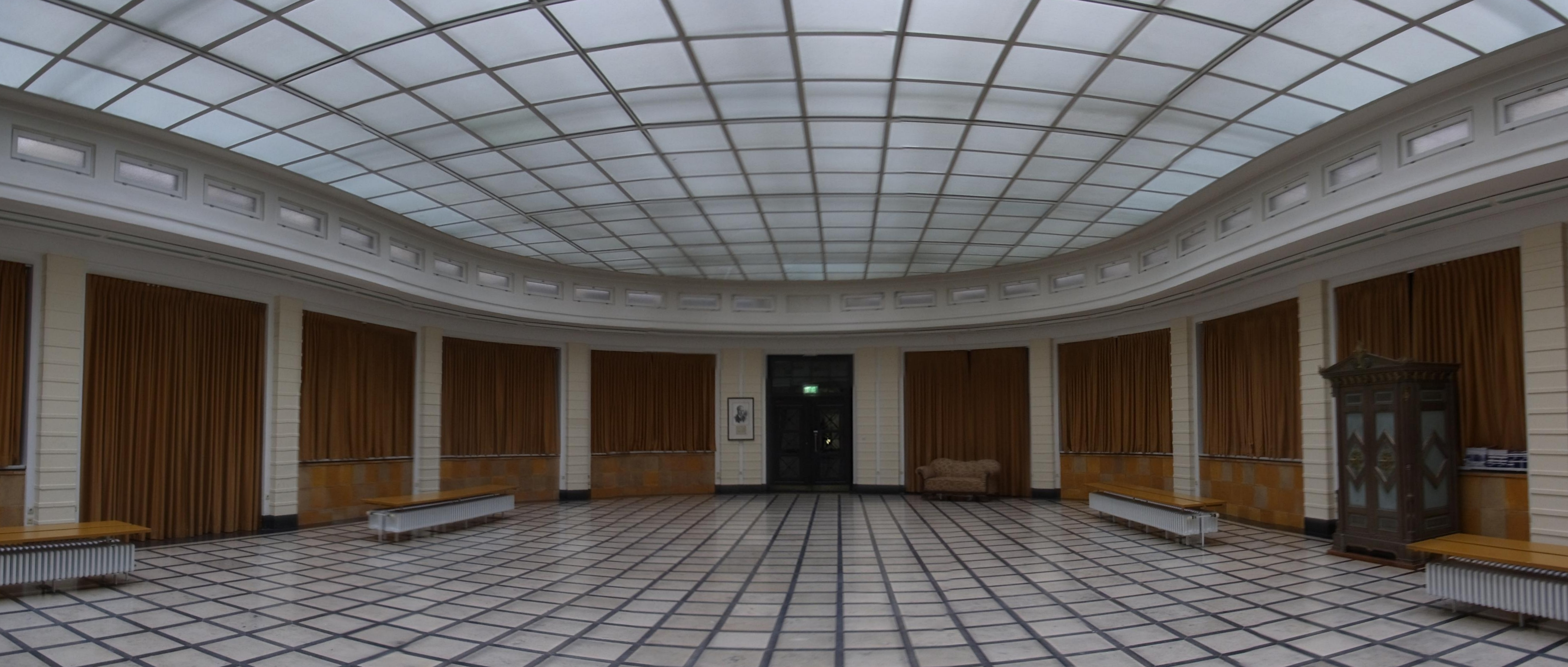
Der Leo-Lippmann-Saal wird heute vielfältig genutzt
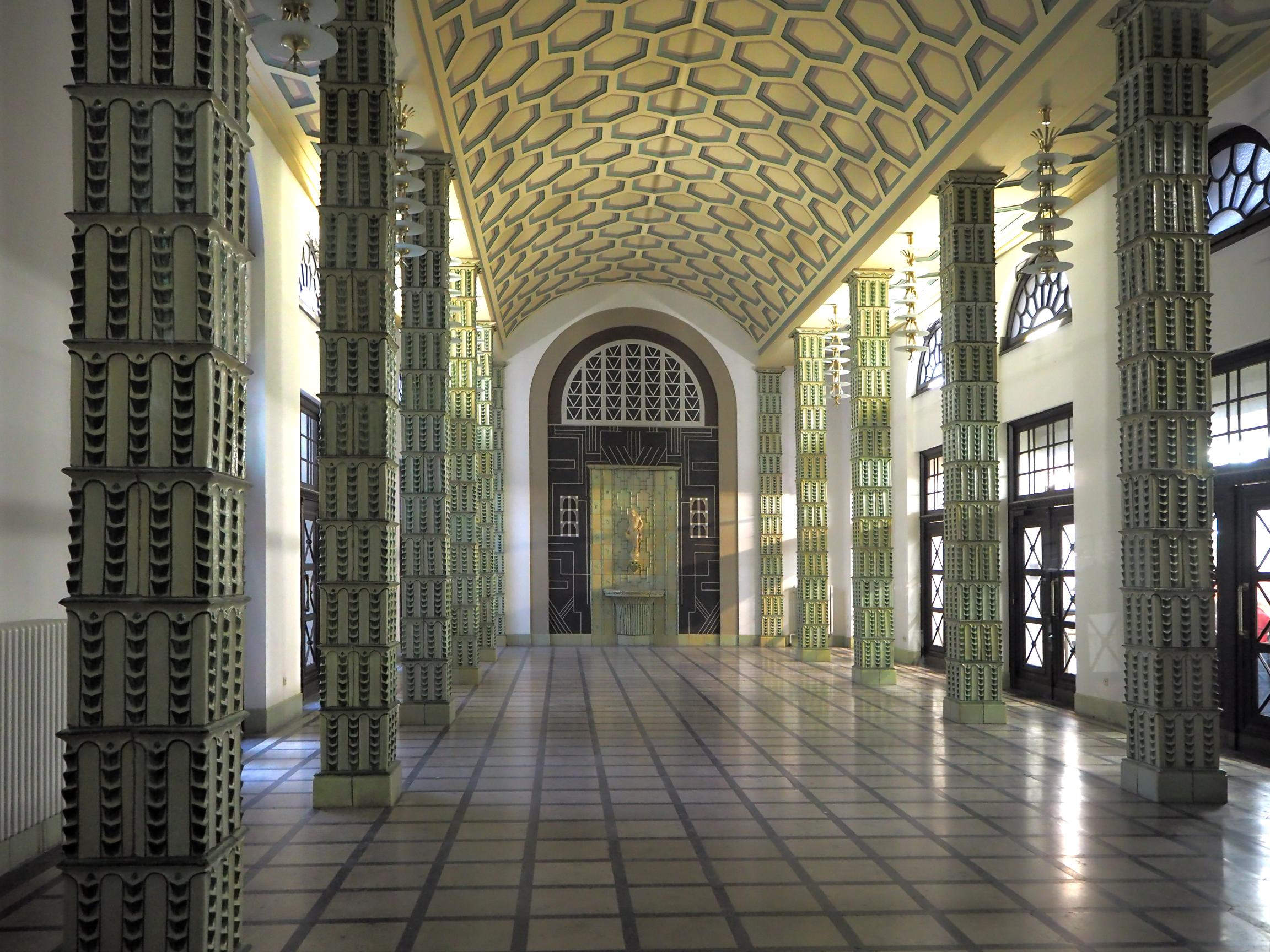
Die Eingangshalle mit Keramik von Kuöhl
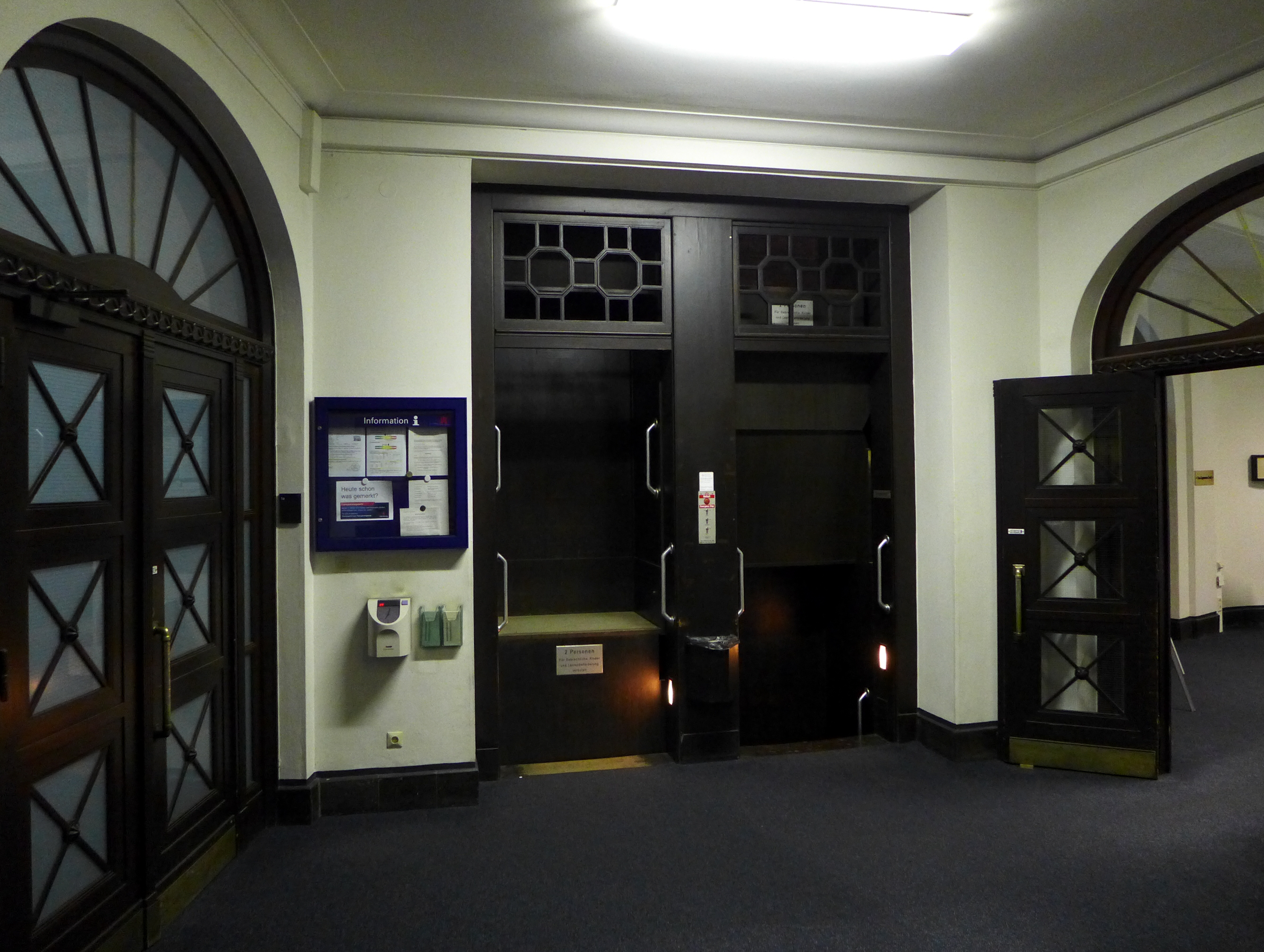
Paternosteraufzug mit originaler Holzverkleidung

## Baugeschichte
Nachdem der Vorgängerbau (Hansen-Bau) abgerissen worden war, begann man im Dezember 1919 mit dem Aushub der Baugrube. Im April des folgenden Jahres waren die Erdarbeiten abgeschlossen, dann lag der Bau zwei Jahre still. Erst im April 1923 begannen die Arbeiten am Fundament. Zur gleichen Zeit stellte die Finanzdeputation fest, dass die geplanten Geschosse nicht ausreichen würden. Der Bauplan wurde dahingehend geändert, dass statt des geplanten Steildachs zwei Staffelgeschosse aufgesetzt wurden. Das musste man natürlich auch beim Fundament berücksichtigen.
Im März 1924 war das Kellergeschoss fertiggestellt, erst zweieinhalb Jahre später, im Dezember 1926 konnte das fertige Gebäude endlich übergeben werden. Die außergewöhnlich lange Bauzeit erklärt sich aus den finanziellen Engpässen in den Jahren nach dem Ersten Weltkrieg und der Hyperinflation im Jahr 1923.
1944 wurden große Teile des Obergeschosses am Valentinskamp zerstört, nach dem Krieg aber originalgetreu wieder aufgebaut.
1988-90 hat man die Fenster originalgetreu erneuert.
1990 erfolgte die Restaurierung des Lippmann-Saals. Unter anderem wurden zugemauerte Pendeltüren wieder hergestellt. Die zerstörten Terrakotta-Außenlampen wurden nachgebaut und wieder angebracht.
1998 wurde die ursprüngliche Beleuchtung der Eingangshalle wiederhergestellt.
2000 folgten Sanierungsarbeiten im Bereich der Gründung.
2001 hat man die Kupferabdeckung der Säulenhalle erneuert.
2025 hat eine umfangreiche Sanierung begonnen; die Sanierungskosten sollen sich auf rund 95,7 Millionen Euro belaufen. Aufgrund der Sanierung ist die Finanzbehörde vorübergehend in die ehemalige HASPA-Zentrale am Adolphsplatz gezogen.